# Nathalie de Sayn-Wittgenstein-Berleburg
Nathalie de Sayn-Wittgenstein-Berleburg (n. 2 mai 1975, Copenhaga, Danemarca) este o sportivă ce a reprezentat Danemarca, medaliată olimpică. A participat la 2 ediții ale Jocurilor Olimpice (2008, 2012) în care a câștigat o medalie de bronz.